# Кабишев, Борис Дмитриевич
Борис Дмитриевич Кабишев (17 октября 1922, Гусарниково — 5 декабря 1998, Москва) — Герой Советского Союза (1945), генерал-лейтенант авиации (1972), военный лётчик 1-го класса (1960).

## Биография
Родился 17 октября 1922 года в деревне Гусарниково Ростовского уезда Ярославской губернии. Детство и юность провёл в городе Любань (Тосненский район Ленинградской области). В 1939 году окончил 10 классов школы, в 1940 году — школу ФЗУ. Работал слесарем-механиком на заводе № 212 в Ленинграде. В 1941 году окончил 1-й Ленинградский аэроклуб.
В армии с апреля 1941 года. В мае 1943 года окончил Тамбовскую военную авиационную школу лётчиков.
Участник Великой Отечественной войны: в июле 1943 — ноябре 1944 — старший лётчик, командир звена и командир авиаэскадрильи 958-го штурмового авиационного полка. Воевал на Волховском, Ленинградском и 3-м Прибалтийском фронтах. Участвовал в Мгинской, Новгородско-Лужской и Псковско-Островской операциях, освобождении Прибалтики. 30 июля 1943 года был контужен. Всего совершил 112 боевых вылета на штурмовике Ил-2, в воздушных боях сбил лично 1 и в группе 2 самолёта противника.
За мужество и героизм, проявленные в боях, Указом Президиума Верховного Совета СССР от 23 февраля 1945 года капитану Кабишеву Борису Дмитриевичу присвоено звание Героя Советского Союза с вручением ордена Ленина и медали «Золотая Звезда».
После войны до 1951 года продолжал службу в строевых частях ВВС; был штурманом штурмового авиаполка, командиром авиаэскадрильи и заместителем командира штурмового авиаполка (в Московском военном округе). В 1955 году окончил Военно-воздушную академию (Монино). Был командиром истребительного и буксировочного авиаполков (в Московском округе ПВО), в 1959—1963 годах — командиром отдельной испытательной авиадивизии (в Средней Азии).
В 1965 году окончил Военную академию Генштаба. Был заместителем командира 7-го корпуса ПВО (в Брянске), в 1966—1967 годах командовал 3-м корпусом ПВО (в Ярославле).
В апреле 1967 — феврале 1970 — помощник представителя Главного командования Объединённых вооружённых сил государств — участников Варшавского договора по ПВО в Вооружённых силах Польши. В 1970—1973 — командир 3-го корпуса ПВО (в Ярославле). В августе 1973 — июле 1976 — командующий 11-й отдельной армией ПВО (на Дальнем Востоке). В июле 1976 — январе 1980 — заместитель главнокомандующего Войсками ПВО страны по боевой подготовке. С января 1980 года генерал-лейтенант авиации Б. Д. Кабишев — в запасе.
В 1983—1986 — заведующий сектором Пролетарского райисполкома города Москвы, в 1986—1991 — начальник отдела и заместитель начальника управления в Государственном комитете СССР по гидрометеорологии.
Жил в Москве. Умер 5 декабря 1998 года. Похоронен на Троекуровском кладбище в Москве.

## Награды и звания
- Медаль «Золотая Звезда» Героя Советского Союза (23.02.1945);
- 2 ордена Ленина (23.02.1945; 17.02.1975);
- орден Красного Знамени (15.03.1944);
- орден Александра Невского (28.08.1944);
- 2 ордена Отечественной войны 1-й степени (4.10.1944; 11.03.1985);
- 3 ордена Красной Звезды (5.11.1943; 30.12.1956; 22.02.1968);
- медаль «За боевые заслуги» (19.11.1951);
- другие медали;
- иностранные награды.
- Почётный гражданин города Седльце (Польша).

## Память
В Ярославле на доме, в котором жил Б. Д. Кабишев, установлена мемориальная доска.